# Mühledorf (Bern)
Mühledorf  is een gemeente en plaats in het Zwitserse kanton Bern, en maakt deel uit van het district Bern-Mittelland.
Mühledorf telt 253 inwoners.